# 帶眼蝶
帶眼蝶（學名：Chonala episcopalis）是屬於蛺蝶科眼蝶亞科的一種蝴蝶，是帶眼蝶屬的一種。分佈於中國甘肅、西藏、福建、四川、雲南和陝西，生活於約海拔900米的林地。幼蟲的寄主為禾本科植物。

## 外型
翅膀呈黃褐色，緣毛白褐相間。前翅中室外方有一曲折不齊的白色斜帶，直抵臀角，翅面近頂角有3個小白點，翅底的頂角有1個黑色眼斑，圍有淡黃色圈，中央有白色瞳斑。後翅外緣中部微突，翅面沒明顯斑紋，翅底的基部有幾條不規則的褐色曲紋，外緣有3條平的波狀線，亞緣區有6個眼斑，排列成半圓形，最末一個為雙瞳斑。

## 腳註
1. ↑  Chou, Monographia Rhopalocerum Sinensium 1-2: 757, 356
2. 1 2  許家珠、魏煥志、賴平芳. . 中國: 陝西科學技術出版社. 2010年6月. ISBN 9787536947801 （中文（简体））.

## 外部連結
- 维基共享资源上的相關多媒體資源：帶眼蝶
- Chonala episcopalis （页面存档备份，存于） - funet.fi